# Lariano
Lariano è un comune italiano di 13 253 abitanti della città metropolitana di Roma Capitale nel Lazio.

## Geografia fisica

### Territorio
Dista 30 km dal capoluogo alle pendici della catena dei Monti dell'Artemisio, ai margini meridionali dei Colli Albani. Longitudinalmente confina ad ovest con Velletri, di cui è stato frazione fino al 1967, e ad est con Artena. Confina inoltre a nord con Rocca di Papa e Rocca Priora, ed a sud con il comune di Cori in provincia di Latina tramite la frazione di Giulianello di Cori e con l'enclave del comune di Artena che comprende il Lago di Giulianello.
Gran parte del suo territorio ricade all'interno dei confini del Parco Regionale dei Castelli Romani.

#### Orografia
L'insediamento urbano di Lariano si sviluppa su un territorio collinare sui 350 m s.l.m. Le quote più elevate sono a nord al confine rispettivamente dei comuni di Velletri e Rocca Priora: il Maschio d'Ariano (891 m s.l.m.) ed il Colle del Vescovo (775 m s.l.m.). Altre alture consistono in blande colline immerse tra i boschi che digradano via via verso sud in direzione della pianura Pontina.

### Clima
- Classificazione climatica: zona D, 1575 GR/G

Il clima di Lariano è fondamentalmente mite con inverni piovosi, temperature autunnali superiori a quelle primaverili ed estati ventilate. Nell'area dei Colli Albani, dunque anche a Lariano, si presenta il fenomeno detto stau, che consiste nella riduzione del vapore acqueo nelle nuvole man mano che il terreno si alza. Perciò la piovosità maggiore si avrà sulle prime alture dei colli, rivolte verso il mare, verso sud sud-ovest, e la minore verso nord. Lariano risulta piuttosto piovosa con 1200 mm annui di precipitazioni. L'estate è calda e asciutta, l'inverno è mite senza, in genere, che vengano raggiunte temperature eccessivamente basse. A Lariano nevica raramente e gli accumuli superiori ai 10 cm si verificano solo in presenza di un freddo generalizzato marcato. In estate le temperature possono raggiungere i 35 °C con punte di 37 °C.

## Storia

### Storia antica
L'insediamento di Lariano deve il suo nome ad una o più ville della gens romana degli Arria esistenti in quei luoghi, da cui il nome Arianum che poi divenne Larianum.

### Storia medievale
Il castello di Lariano è menzionato per la prima volta con questa denominazione nel 1140 in un ricorso al Pontefice dei monaci di Grotta Ferrata. in questo documento essi ne chiedevano la restituzione, dopo la scadenza del contratto a terza generazione, a Tolomeo II dei conti di Tuscolo.
Le contese per il possesso del Maschio di Lariano videro come protagonisti le potenti famiglie dei Conti di Tuscolo, degli Annibaldi, dei Savelli e soprattutto dei Colonna. La Chiesa romana rivendicò il diretto dominio nel Conclave che si tenne a Viterbo nel 1269, in cui la Rocca di Lariano fu definita praetiosa.
I territori passarono sotto la completa dipendenza della Chiesa sotto papa Alessandro III. Il luogo era ritenuto di estrema sicurezza, tanto che nel 1200 papa Innocenzo III vi fece rifugiare il Visconte di Campiglia, quando questi fu fatto prigioniero dai romani durante la guerra contro Viterbo. Nel 1235 papa Gregorio IX incluse la Rocca di Lariano tra le "Castellanie della Chiesa".
Papa Clemente IV nominò quale castellano il cavaliere templare fra Raimondo. Alla morte di papa Clemente, avvenuta il 29 novembre 1268 ed essendo vacante il soglio pontificio, Ricciardello Annibaldi, agendo di sorpresa si impadronì del castello di Lariano, dopo aver fatto scorrerie nel territorio circostante. Fu allora che le milizie di Velletri, esortate dal Collegio dei Cardinali, riuniti a Viterbo, tentarono a più riprese di conquistare il Castello in nome e per conto della Chiesa.
La conquista non riuscita a Velletri, riuscì alla famiglia Colonna. A quel tempo Lariano doveva contare un buon numero di abitanti, forse superiore a quelli di Marino e Rocca di Papa. Alla fine del Trecento il Castello di Lariano era in possesso di Niccolò Colonna che lo mantenne fin quando l'antipapa Clemente VII non lo consegnò a Giordano Orsini. I Colonna non si dettero per vinti e il Castello tornò a loro fino al 1412, anno in cui Teobaldo Annibaldi riuscì a riconquistarlo.

#### La distruzione del castello di Lariano

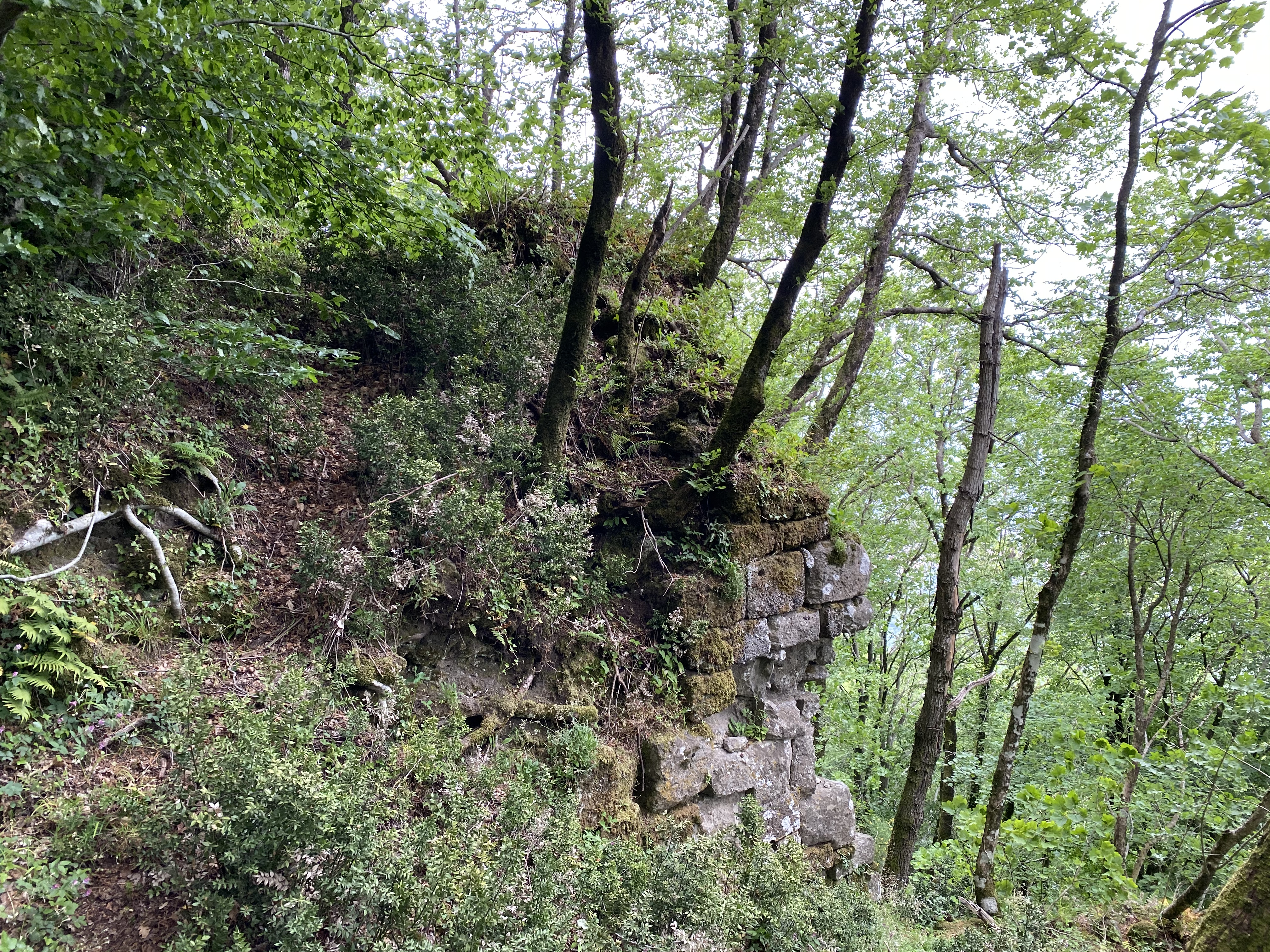
Rovine della cerchia delle mura interne del castello del Maschio dell’Ariano (maggio 2020).

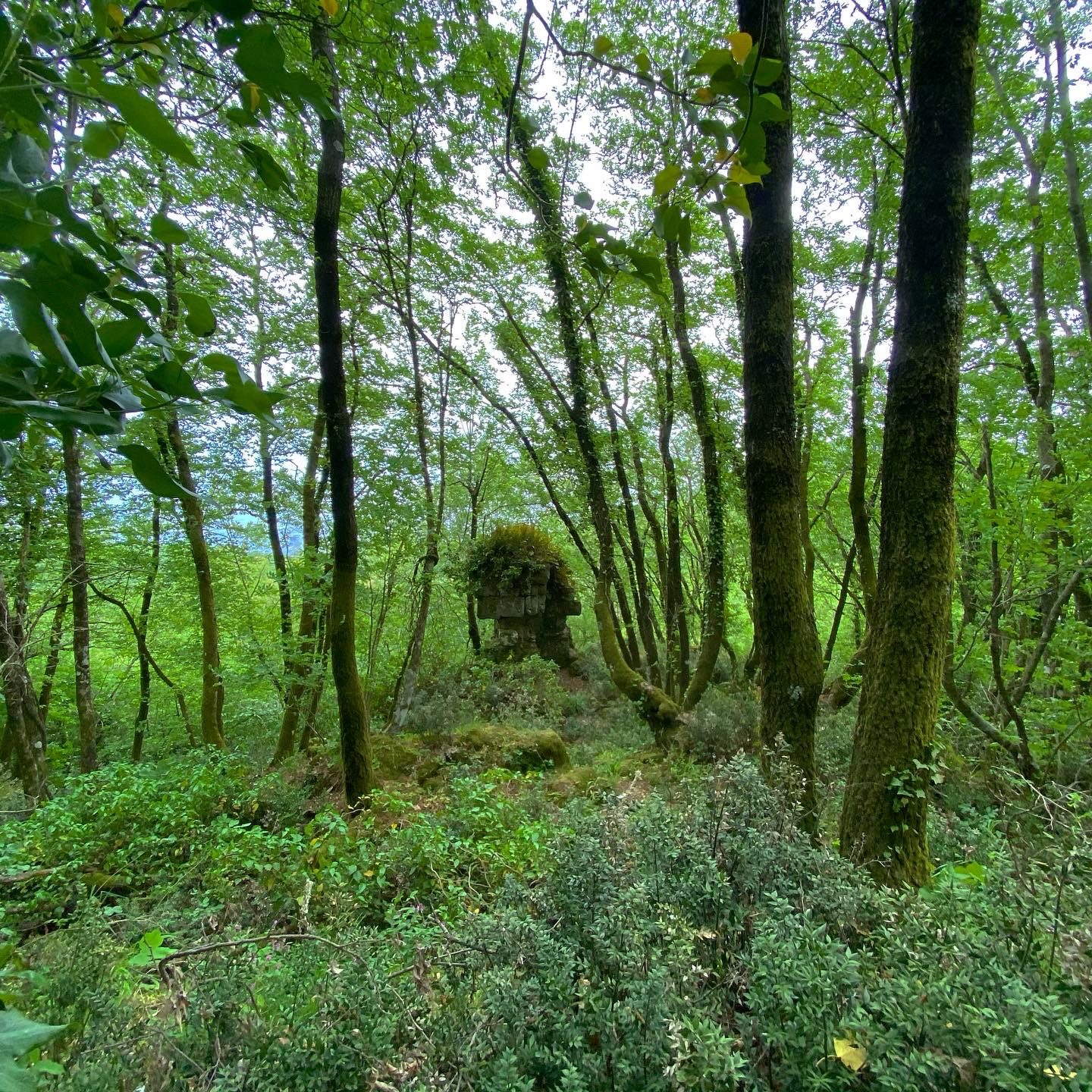
Altre rovine del castello del Maschio dell’Ariano, identificate come la chiesa del castello (maggio 2020).

Nel 1417 il cardinale Oddone Colonna salì al soglio pontificio con il nome di Martino V e nel 1427 assegnava il castello in vicariato a suo nipote cardinale Prospero Colonna, ma nel 1431 morì e il nuovo pontefice papa Eugenio IV revocò tutti i privilegi che i Colonna avevano conseguito sotto Martino V.
I Colonna si rivoltarono contro le decisioni del Papa, costringendolo a fuggire in barca lungo il Tevere per rifugiarsi prima a Firenze e poi a Bologna. Eugenio IV reagì scomunicando i Colonna.
La scomunica comportava la confisca dei beni e tra questi era incluso il Castello di Lariano con i territori ad esso annessi. I Colonna non cedettero e scoppiò la guerra. Gli ottomila fanti del Papa riconquistarono alla Chiesa Albano, Castel Gandolfo, Civita, Zagarolo e perfino Palestrina feudo principale dei Colonna, ma non riuscirono nella conquista del Castello di Lariano.
Il Papa inviò ben quattromila fanti ad assediare Lariano e a questi si aggiunsero altri ottocento soldati di Velletri, guidati da Paolo Annibaldi della Molara. Vi fu un attacco in massa e i difensori si attestarono con armi nella chiesa di San Silvestro. La lotta durò ancora qualche tempo, fino a che i Larianesi, sfiniti e senza possibilità di aiuti da altre casate capitolarono.
Il 26 ottobre 1436 dal Castello uscirono in segno di resa Nardo Di Stefano e Cola di Nardo Sindaci. Il Castello di Lariano fu distrutto, incendiato e raso al suolo e il territorio fu donato da Eugenio IV a Velletri in riconoscenza dell'aiuto che i soldati veliterni avevano dato all'esercito del Papa.

Nel 1447 papa Niccolò V restituisce il possesso di Lariano al cardinale Prospero Colonna e ancora nel 1458 la località era nelle mani dei fratelli Prospero e Odoardo Colonna, quest'ultimo la vendette alla sorella Vittoria che a sua volta la cedette nello stesso anno a Pio II che dispose il definitivo abbattimento della rocca che stava per essere ricostruita dal cardinale Prospero e nel 1463, lo stesso papa dichiarandone l'avvenuto abbattimento, ne riconosceva il possesso a Vittoria Colonna e suoi parenti.. Infine nel 1493 Papa Alessandro VI sancì il possesso delle rovine del castello alla città di Velletri.
Gli eredi dei Colonna tuttavia non mancarono successivamente di rivendicare ancora il possesso del suolo dove sorgeva la fortezza, obbligando la Santa Sede ad una conclusione della vicenda giungendo ad una spartizione del territorio tra Velletri e la famiglia avendo come confine la cima del Maschio.

Si è supposto che, dopo la distruzione della fortezza, la popolazione dedita alle armi accettasse di trasferirsi a Velletri con il solo scopo di continuare il mestiere delle armi; mentre la popolazione contadina preferì restare nei luoghi dove era nata e dove per sempre era vissuta.

### Storia moderna
Il centro attuale di Lariano sorse da capanne che occupavano la zona sottostante il Maschio di Lariano, divenute centro agricolo verso la fine del XVII secolo e gli inizi del XVIII. Nei secoli successivi, i ruderi del castello divennero rifugio di briganti, tra cui anche il famoso Gasperone.Nel 1785 venne costruita la chiesetta della madonna del buon consiglio per venire incontro alle esigenze religiose della popolazione contadina. Nel 1862 viene inaugurata la ferrovia Velletri-Segni che a Lariano aveva un suo scalo . Nel maggio del 1944 ci furono scontri tra le forze tedesche e gli alleati nel territorio comunale e il 1º giugno 1944 gli alleati conquistano la vetta del maschio d'Ariano. Nel 1965   viene definitivamente chiusa l'ultima tratta Lariano-Velletri, della ferrovia Velletri-Segni, ormai usata solo come raccordo merci, con un DPR. Nel 1967 Lariano divenne comune dividendosi da Velletri, della quale aveva sempre fatto parte.
La stazione di Lariano è tuttora ben conservata con colori e scritte dell'epoca. 

## Monumenti e luoghi d'interesse

### Architetture religiose
- Chiesa Parrocchiale Santa Maria Intemerata. Edificata nel 1950 in sostituzione della precedente distrutta nel 1944[10]
- Chiesa della Madonna del Buon Consiglio . Edificata nel 1785 per venire incontro alle esigenze della popolazione contadina[11].

### Aree naturali
- Parco regionale dei Castelli Romani
- Maschio dell'Ariano

## Società

### Evoluzione demografica
Abitanti censiti

### Lingue e dialetti
Il dialetto larianese è abbastanza simile al dialetto velletrano.

### Tradizioni e folclore
La processione dedicata al patrono di Lariano Sant'Eurosia si svolge l'ultima domenica di maggio.

## Cultura

### Biblioteche
La biblioteca comunale di Lariano è stata istituita nel 2007 e fa parte del consorzio per il Sistema Bibliotecario dei Castelli Romani.
Musei
Museo archeologico

### Cucina

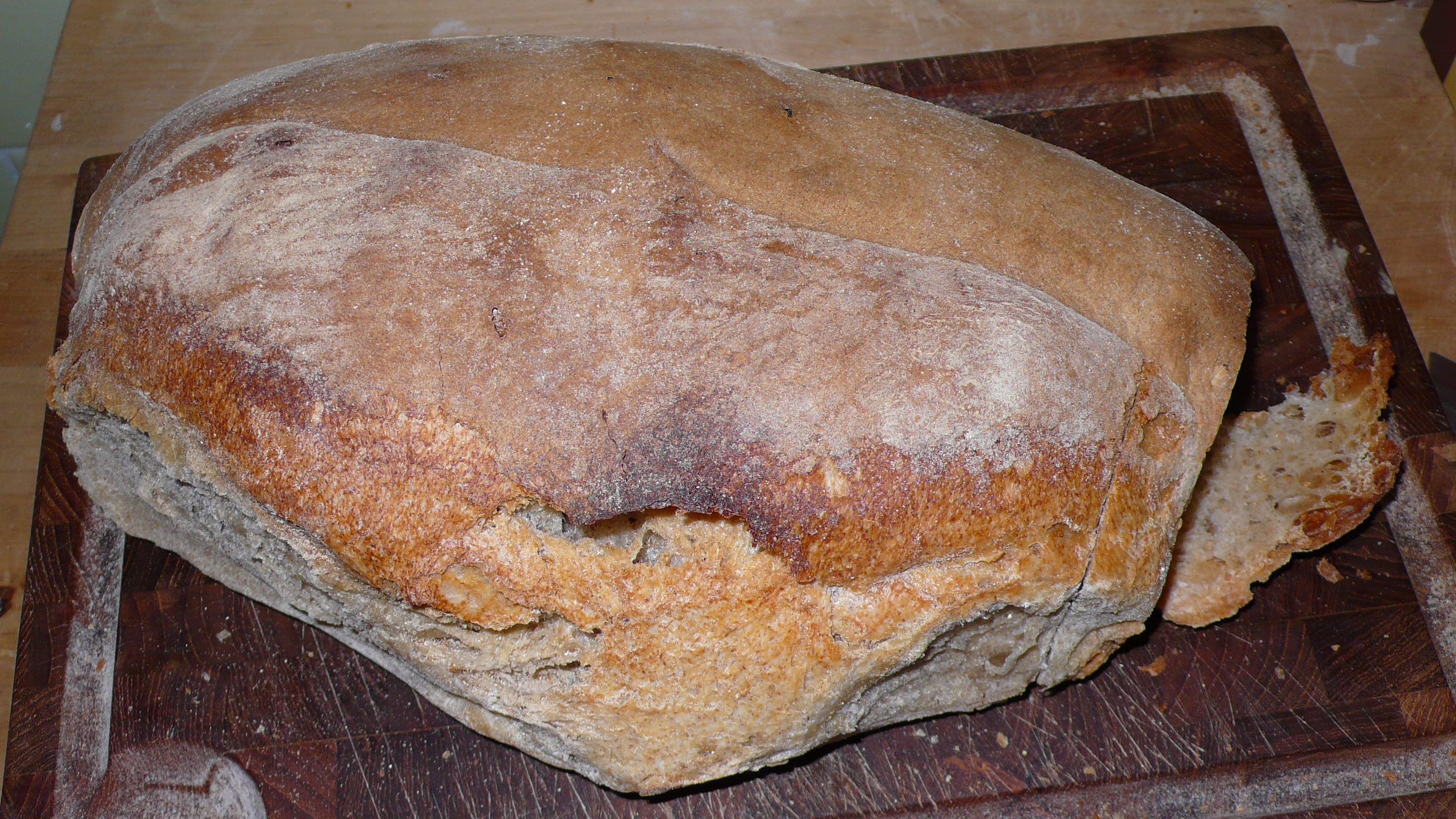
Pane di Lariano

Il pane di lariano, riconosciuto come prodotto agroalimentare tradizionale della Regione Lazio, è preparato alla maniera tradizionale, con cottura nel forno alimentato con legna di castagno. il prodotto ha anche ottenuto il riconoscimento del marchio collettivo MCG.

## Amministrazione

### Gemellaggi
- Sausset-les-Pins, dal 1980
- Victoria, dal 2007
- Crecchio
- San Ferdinando di Puglia

## Sport

### Atletica leggera
- ASD Free Runners.[20]

### Calcio
- A.S.D. Atletico Lariano 1963 (colori sociali Giallo Verde) che, nel campionato 2019-20, milita nel campionato maschile di Prima categoria.[21]